# Friedrich W. Riedel
Friedrich Wilhelm Riedel (* 24. Oktober 1929 in Cuxhaven; † 10. September 2020 in Sonthofen) war ein deutscher Musikwissenschaftler.

## Leben
Friedrich Wilhelm Riedel absolvierte ein Studium der Kirchenmusik in Lübeck und schloss in Kiel das dort angeschlossene Studium der Musikwissenschaft, der Mittleren und Neueren Geschichte und der Liturgiewissenschaft 1957 mit Promotion und einer Dissertation Zur Geschichte der Musik für Tasteninstrumente in der zweiten Hälfte des 17. Jahrhunderts ab. Er war 1960–1967 Leiter der RISM-Zentralredaktion in Kassel. An der Johannes Gutenberg-Universität in Mainz war er zunächst Assistent (1968) und erhielt später einen Ruf auf eine Professur (1971). 1984 erfolgte die Errichtung einer Forschungsstelle für Orgelkunde an der Universität Mainz. Nach der Emeritierung 1995 zog er ins Allgäu.
Riedel arbeitete weiterhin als Sachverständiger für historische Orgeln am Landesamt für Denkmalpflege Rheinland-Pfalz (1978–2004) und war Vorsitzender der Fachgruppe Kirchenmusik innerhalb der Gesellschaft für Musikforschung (1982–2004). Er war von 1982 bis 2001 Präsident der Internationalen Joseph Martin Kraus-Gesellschaft. Des Weiteren wirkte er als Mitglied u. a. in der Gesellschaft der Orgelfreunde (seit 1994; dort Schriftleiter der Zeitschrift Ars Organi 1997–1999), Landesmusikrate Rheinland-Pfalz und Baden-Württemberg sowie in der Gesellschaft Klostermusik in Schwaben (Vorsitz 2001).
Über mehrere Jahrzehnte beschäftigte sich Riedel, anfänglich unter dem damaligen Abt Wilhelm Zedinek, mit dem Wiederaufbau und der Katalogisierung des bedeutenden und im Zweiten Weltkrieg verwüsteten Musikarchivs des Benediktinerklosters Stift Göttweig in Niederösterreich.
Neben 18 Veröffentlichungen in Buchform (8 als selbstständige; 10 als Sammelbände herausgegebene) und über 130 Aufsätzen in Periodica und Sammelpublikationen zu verschiedensten Themen wie der Kirchenmusik finden sich noch zahlreiche Beiträge zu Enzyklopädien und Schriftreihen sowie einige musikalische Editionen im Schaffen Riedels.

## Auszeichnungen
- 1998: Bundesverdienstkreuz am Bande

## Publikationen (Auswahl)
- Quellenkundliche Beiträge zur Geschichte der Musik für Tasteninstrumente in der zweiten Hälfte des 17. Jahrhunderts. Vornehml. in Deutschland. Dissertation Univ. Kiel. 1957 (Bibliographischer Nachweis).
  - Quellenkundliche Beiträge zur Geschichte der Musik für Tasteninstrumente in der zweiten Hälfte des 17. Jahrhunderts (vornehmlich in Deutschland). Bärenreiter-Verl., Kassel 1960 (Bibliographischer Nachweis).
- Das Musikarchiv im Minoritenkonvent zu Wien. (Katalog d. älteren Bestandes vor 1784). Internat. Vereinigung d. Musikbibliotheken, Kassel 1963 (Bibliographischer Nachweis).
- Kirchenmusik am Hofe Karls VI. (1711–1740); Unters. zum Verhältnis von Zeremoniell u. musikal. Stil im Barockzeitalter. Habilitationsschrift Univ. Mainz (1970). Musikverlag Katzbichler, [Wilhelming] 1977, ISBN 3-87397-500-9 (Bibliographischer Nachweis).
- Der Göttweiger thematische Katalog von 1830. Katzbichler, München (Bibliographischer Nachweis).
  - Der Göttweiger thematische Katalog von 1830 1: Faksimile der Originalhandschrift. Katzbichler, München 1979, ISBN 3-87397-501-7 (Bibliographischer Nachweis).
  - Der Göttweiger thematische Katalog von 1830 2: Historisch-quellenkundliche Bemerkungen, Kommentar und Register. Katzbichler, München 1979, ISBN 3-87397-502-5 (Bibliographischer Nachweis).
- Musik und Geschichte. gesammelte Aufsätze und Vorträge zur musikalischen Landeskunde. Musikverlag Emil Katzbichler, München 1989, ISBN 3-87397-508-4 (Bibliographischer Nachweis).
- ... das Himmlische lebt in seinen Tönen. Joseph Martin Kraus, ein Meister der Klassik. Palatium-Verl. im J-&-J-Verl., Mannheim 1992, ISBN 3-920671-04-X (Bibliographischer Nachweis).